# Pomatorhinus
Pomatorhinus és un gènere d'ocells de la família dels timàlids (Timaliidae) i l'ordre dels passeriformes.

## Taxonomia
Segons la classificació del Congrés Ornitològic Internacional (versió 11.1, 2021) aquest gènere està format per 9 espècies
- Pomatorhinus ferruginosus - simitarra bec de coral.
- Pomatorhinus ochraceiceps - simitarra de bec taronja.
- Pomatorhinus superciliaris - simitarra becfina.
- Pomatorhinus ruficollis - simitarra collrogenca.
- Pomatorhinus musicus - simitarra de Taiwan.
- Pomatorhinus schisticeps - simitarra cellablanca.
- Pomatorhinus horsfieldii - simitarra de l'Índia.
- Pomatorhinus melanurus - simitarra de Sri Lanka.
- Pomatorhinus montanus - simitarra de dors castany.